# Asociación Oriental

En violeta los miembros de la Asociación Oriental. Los países miembros de la Unión Europea están en azul oscuro.

La Asociación Oriental es un concepto geográfico, político y económico, creado por un programa de la Unión Europea que busca un acercamiento entre el bloque comunitario y sus vecinos de la Europa Oriental, todos ellos son Estados postsoviéticos. En concreto, la iniciativa trata de estrechar relaciones con los siguientes países: Armenia, Azerbaiyán, Bielorrusia, Georgia, Moldavia y Ucrania.
Entre sus proyectos se encuentra la inversión de capital proporcionado por la Unión Europea en la región con un plazo hasta 2013 así como la búsqueda de un aumento de relaciones comerciales entre estos países y la UE. Se encuentra dentro de la Política de Vecindad de la Unión Europea.
En el ámbito político se busca un fortalecimiento de la estabilidad en la región, así como un paulatino acercamiento institucional de los estados mencionados con la UE. Algunos de ellos, como Georgia o Ucrania, ya han advertido que su objetivo a medio-largo plazo es la adhesión completa de sus países a la Unión Europea.
En el marco de esta asociación Ucrania ha firmado en 2014 el área profunda y completa de libre comercio (APCLC). Aunque la labor de la firma de un Tratado de libre comercio entre Ucrania y la UE ya había comenzado en 1999, las negociaciones formales entre el gobierno de Ucrania y el Comisario europeo de Comercio no habían comenzado hasta el 18 de febrero de 2008. Para mayo del 2011, quedaban tres cuestiones pendientes por resolver en el acuerdo de libre comercio: cuotas a las exportaciones de granos de Ucrania, el acceso al mercado de servicios de la UE y de los nombres geográficos de los productos ucranianos. Sin tomar en cuenta estos asuntos, el acuerdo estaba listo.